# (4928) Vermeer
(4928) Vermeer es un asteroide perteneciente al cinturón de asteroides, descubierto el 21 de octubre de 1982 por Liudmila Karachkina desde el Observatorio Astrofísico de Crimea (República de Crimea).

## Designación y nombre
Designado provisionalmente como 1982 UG7. Fue nombrado Vermeer en honor al pintor holandés Johannes Vermeer.

## Características orbitales
Vermeer está situado a una distancia media del Sol de 2,147 ua, pudiendo alejarse hasta 2,554 ua y acercarse hasta 1,740 ua. Su excentricidad es 0,189 y la inclinación orbital 2,460 grados. Emplea 1149 días en completar una órbita alrededor del Sol.

## Características físicas
La magnitud absoluta de Vermeer es 14,2. Tiene 3,388 km de diámetro y su albedo se estima en 0,306.